# Comps, Gard
Comps är en kommun i departementet Gard i regionen Occitanien i södra Frankrike. Kommunen ligger i kantonen Aramon som tillhör arrondissementet Nîmes. År 2022 hade Comps 1 703 invånare.

## Befolkningsutveckling
Antalet invånare i kommunen Comps
Referens:INSEE